# Кохання по-дорослому
«Коха́ння по-доро́слому» (англ. This Is 40) — американська комедія режисера Джадда Апатоу (був також сценаристом і продюсером), що вийшла 2012 року.
Продюсерами також були Баррі Мендель і Клейтон Таунсенд. Вперше фільм продемонстрували 20 грудня 2012 року у Словенії.
В Україні прем'єра фільму відбулась 28 лютого 2013 року.

## Сюжет
| Чергова комедія Джадда Апатоу, яка являє собою фільм-розгляд що робити, коли тобі стукнуло 40. Одружена пара переживає кризу середнього віку, що у підсумку виливається і у проблеми спільного життя. Але, любов, яка колись горіла між головними героями стрічки, повинна спалахнути знову, принісши з собою не тільки різноманітність у житті, а й нові інтереси і бажання. |

## У ролях
| Актор               | Персонаж                                 | Роль                                          |
| ------------------- | ---------------------------------------- | --------------------------------------------- |
| Пол Радд            | Піт (англ. Pete)                         | власник рекордингової компанії, чоловік Деббі |
| Леслі Манн          | Деббі (англ. Debbie)                     | власниця магазину, дружина Піта               |
| Мод Апатоу          | Седі (англ. Sadie)                       | донька Піта та Деббі                          |
| Айріс Апатоу        | Шарлотта (англ. Charlotte)               | донька Піта та Деббі                          |
| Джейсон Сіґел       | Джейсон (англ. Jason)                    | тренер Деббі                                  |
| Шарлін І            | Джоді (англ. Jodi)                       | працівниця магазину Деббі                     |
| Тім Беглі           | Доктор Пеллегріно (англ. Dr. Pellegrino) | геніколог Деббі                               |
| Джон Літгоу         | Олівер (англ. Oliver)                    | батько Деббі                                  |
| Меган Фокс          | Десі (англ. Desi)                        | працівниця магазину Деббі                     |
| Альберт Брукс       | Ларрі (англ. Larry)                      | батько Піта                                   |
| Мелісса Маккарті    | Кетрін (англ. Catherine)                 |                                               |
| Кріс О'Дауд         | Ронні (англ. Ronnie)                     | співробітник Піта                             |
| Ліна Данем          | Кет (англ. Cat)                          | співробітниця Піта                            |
| Білл Гейдер         |                                          | клієнт                                        |
| Ваятт Расселл       |                                          | хокеїст                                       |
| Біллі Джо Армстронг |                                          | камео                                         |
| Грем Паркер         |                                          | камео                                         |

## Сприйняття

### Критика
Фільм отримав змішані відгуки: Rotten Tomatoes дав оцінку 51 % на основі 203 відгуків від критиків (середня оцінка 5,8/10) і 53 % від глядачів із середньою оцінкою 3,3/5 (50,143 голоси), сказавши, що «Джадд Апатоу однозначно ставить смішні і проникливі сцени у „Кохання по-дорослому“, навіть якщо вони поховані під безцільною само-поблажливістю», Internet Movie Database — 6,3/10 (30 566 голосів), Metacritic — 59/100 (39 відгуків криків) і 6,1/10 від глядачів (111 голосів).

### Касові збори
Під час показу у США, що стартував 21 грудня 2012 року, протягом першого тижня фільм показали у 2,912 кінотеатрах і він зібрав $11,579,175, що на той час дозволило йому зайняти 3 місце серед усіх прем'єр. Показ протривав 70 днів (10 тижнів) і закінчився 28 лютого 2013 року, зібравши у прокаті у США $67,544,505, а у світі — $18,500,000, тобто $86,044,505 загалом при бюджеті $35 млн.

### Нагороди і номінації[9]
| Рік  | Нагорода                                  | Категорія                                                   | Номінант     | Результат |
| ---- | ----------------------------------------- | ----------------------------------------------------------- | ------------ | --------- |
| 2012 | Hollywood Film Festival                   | Комедія року                                                | Джадд Апатоу | Перемога  |
| 2012 | Phoenix Film Critics Society Awards       | Найкраща молодіжна гра головній чи другорядній ролі — жінки | Мод Апатоу   | Номінація |
| 2013 | Broadcast Film Critics Association Awards | Найкращий актор у комедії                                   | Пол Радд     | Номінація |
| 2013 | Broadcast Film Critics Association Awards | Найкраща актриса у комедії                                  | Леслі Манн   | Номінація |
| 2013 | Broadcast Film Critics Association Awards | Найкраща комедія                                            | фільм        | Номінація |